# Rufocephalus
Rufocephalus is een geslacht van rechtvleugeligen uit de familie krekels (Gryllidae). De wetenschappelijke naam van dit geslacht is voor het eerst geldig gepubliceerd in 1983 door Daniel Otte en Richard D. Alexander.

## Soorten
Het geslacht Rufocephalus omvat de volgende soorten:
- Rufocephalus chindrinus Otte & Alexander, 1983
- Rufocephalus garooris Otte & Alexander, 1983
- Rufocephalus milyaroois Otte & Alexander, 1983
- Rufocephalus mirretis Otte & Alexander, 1983

Deze soorten komen voor in het noordelijk deel van West-Australië; drie soorten komen voor in de Kimberley. Ze leven in droge rode bodems en rotsachtige habitats.